# Rabobank
Rabobank (celým názvem Coöperatieve Rabobank U.A.) je nizozemská družstevní banka. Hlavní sídlo má v budově Rabotoren v Utrechtu. Její pobočky fungují ve 48 zemích.
Vznikla v roce 1895 jako úvěrové družstvo pro zemědělce, inspirované koncepcí, s níž přišel Friedrich Wilhelm Raiffeisen. Na protestantském severu Nizozemska byla založena Coöperatieve Centrale Raiffeisen-Bank a na katolickém jihu
Coöperatieve Centrale Boerenleenbank. V roce 1972 se obě instituce spojily pod názvem Coöperatieve Centrale Raiffeisen-Boerenleenbank, zkráceně Rabobank. Roku 1981 byla v New Yorku otevřena první pobočka mimo nizozemské území. V roce 2016 se 106 místních bank spojilo s centrálou do jednoho družstva. Výkonným ředitelem společnosti je od roku 2014 Wiebe Draijer. Rabobank je členem Evropské asociace družstevních bank se sídlem v Bruselu.
Rabobank má okolo 50 000 zaměstnanců a 8,5 milionu zákazníků. Celková aktiva v roce 2018 přesahovala 590 miliard eur. Rabobank je druhou největší bankou v Nizozemsku a patří mezi třicet největších na světě. 
V roce 2013 byla Rabobank usvědčena z manipulací se sazbami LIBOR a odsouzena k pokutě ve výši 1,07 miliard amerických dolarů. V roce 2021 oznámilo vedení banky plán na propouštění zaměstnanců a rušení poboček jako reakci na propad zisků v době pandemie covidu-19.
V letech 1996 až 2012 banka sponzorovala profesionální cyklistický tým, pozdější Team Jumbo–Visma. Název Rabobank Arena nesla v letech 2005 až 2019 sportovní hala Mechanics Bank Arena v kalifornském Bakersfieldu.